# جوزيف فيكتور باترسون
جوزيف فيكتور باترسون هو سياسي كندي، ولد في 12 يوليو 1882، وتوفي في 1968. انتخب عضو المجلس التشريعي من ساسكاتشوان.